# Мемориальный дом-музей академика Д. И. Яворницкого
Мемориальный дом-музей академика Дмитрия Ивановича Яворницкого (укр. Меморіальний будинок-музей Дмитра Яворницького) — один из шести филиалов Днепропетровского исторического музея, включающий в себя дом историка, археолога, прославленного исследователя запорожского казачества Дмитрия Яворницкого.

## Дом-музей
Дом-музей Яворницкого был открыт для посетителей 3 ноября 1988 года.
Музей находится в доме, где 35 лет жил и работал Дмитрий Яворницкий.
Дом был построен в 1905 году по проекту местного архитектора Л.А. Бродницкого. В годы оккупации, 1941-1943 гг., из дома была выселена вдова Яворницкого - Серафима Дмитриевна. В доме начались ремонтные работы вследствие чего пострадали росписи на стенах, сделанные ещё Николаем Струнниковым (после войны росписи были восстановлены). Также оккупационные власти пристроили к дому веранду летнего типа, которая сохранилась до наших дней.
Архитектурная планировка комнат сохранилось, их интерьеры восстановлены такими, какими они были в 1930-х годах при жизни хозяина: вестибюль, прихожая, столовая, гостиная, кабинет, мезонин. Одна  из комнат -  выставочная, где сменные выставки из фондов музеев Днепропетровска и Украины раскрывают многогранность  талантов ученого.
Такой интересный человек, как Дмитрий Иванович, привлекал к себе людей и не удивительно, что к нему в дом приходило много его современников «черпать вдохновение». Среди них:
Павло Тычина, Максим Рыльский, Павел Усенко, Остап Вишня, Владимир Гиляровский художник-баталист Николай Самокиш, славист Агафангел Крымский, классики украинского театрального искусства Михаил Кропивницкий, Николай Садовский, Павл Саксаганский и многие другие...

## Документы музея
В музее сохраняется большое число документов и исторических источников, принадлежавших, прежде всего самому Яворницкому.
Их можно разделить на несколько групп:

#### Автографы Д. И. Яворницкого
Первыми в этом ряду документов значатся 2 тетради ученика (гимназиста) Д. Яворницкого, когда он учился в Харьковском уездном училище (гимназии).

##### «Русская Тетрадь»
Начата 23 сентября 1868, закончена 9 февраля 1869 (арх. 764 КТИ 38752).
Эта тетрадь на 12 листов, где ученик Дмитрий Яворницкий учится писать отдельные элементы букв и сами буквы, с пометками учителя: «хорошо», «порядочно», «посредственно», «порядочно, но больше старайтесь», «очень недурно», «посредственно » и снова «хорошо».
Вторая тетрадь «Русская тетрадь» 1869 ученика 1-го нормального класса Дмитрия Яворницкого, где написано 9 писем, также элементы букв и сами буквы с пометками учителя «порядочно», «Хорошо» и подписями, работа выполнена собственноручно учеником Дмитрием Яворницкий.

##### Записные книжки, рабочие документы Яворницкого
Первая записная книжка «День за днём». Всего с различными приложениями и справочным печатным материалам 480 страниц, в конце имеется петелька для карандаша. Записи карандашом перемежаются с записями чернилами, затем много материала перечеркнуто вертикальной чертой или по строкам, в знак того, что этот материал уже обработан. Записи в этой книге сделаны в то время, когда Д. И. Яворницкий жил в Петербурге.
Вторая записная книжка имеет в начале (стр. 1—40) и в конце (стр. 428-454) разнообразный печатный справочный материал, письма с нумерацией страниц 41-54 и с 96—99 потеряна.
На задней обложке имеются остатки петельки для карандаша. Записи, как и в предыдущей записной книжке, сделаны в основном карандашом и в знак дальнейшей переработки материала, либо йотой использования перечеркнуто вертикальной чертой или построчно. Эта записная книжка тоже относится к петербургскому периоду жизни ученого — 1890 г. Записи в ней являются органическим продолжением предыдущих поисков: записи песен, различных поговорок, схемы-планы местности, описания курганов, археологических находок, записи слов, материалы по украинской демонологии; рассказы о кошевом атамане Иване Сирко, о лоцманах и стоимости их услуг.
Записная книжка-тетрадь на 68 листов в твердом переплете свидетельствует о попытке Яворницкого глубоко изучить период правления Петра Великого.
«Дневник раскопок курганов в (древесные) Михайловка, имение Вс. Эр. Бродского, Верхнеднепровский (уезда) »1906 IX 28 - рассказывает Об археологических поисках ученого. В тетради дается подробное описание местонахождения кургана, его размеры, характер захоронения. Титульный лист, подписанный чернилами, все остальные записи сделаны простым карандашом.

#### Археологические документы Д.Яворницкого
Свидетельство на право раскопок: «Императорское Московское Археологической общество, на основании § 4-го своего устава, поручило своему члену-корреспонденту Дмитрию Ивановичу Эварницкому произвести летом настоящего 1885 года археологические раскопки и исследования в местности близ села Краснопавловка Артемской волости Павлоградского уезда Екатеринославской губернии ... ».
Сообщение о том, что Д.И.Яворницкий был избран членом археологического общества; членский билет Яворницкого, как участника Восьмого археологического съезда, проходившего в Москве с 8 по 24 января 1890 и приглашение Яворницкому на XIII археологический съезд , который состоялся в Екатеринославе 1905 именно благодаря стараниям Д. И. Яворницкого и имел большое значение в становлении Екатеринославского музея.

#### Документы ученого и общественного деятеля Д.Яворницкого
Матрикул: «Совет Императорского Харьковского Университета свидетельствует, что предъявителю сего Демитрий Эварницкий принят в число студентов сего Университета по историко-филологическому факультета 1877 г. 22 сентября».
Свидетельство (копия) об окончании Яворницкого университета и о научном выбор молодого специалиста-«по окончании же испытания представила разсуждения на тему « Возникновение и устройство Запорожского Коша », вследствие чего он утвержден Советом университета в степени Кандидата Историко-филологического факультета "1882 г.
Диплом о защите Д. И. Яворницкого ученой степени « магистра русской истории », который он получил на основании« представленного и публично защищенном им сочинения под заглавием «История запорожских козаков, том I». Защита состоялась 29 апреля 1901, а сам документ был издан 27 февраля 1902.

#### Письма к Д. И. Яворницкому
Письмо Бориса Дмитриевича Гринченко (1863-1910 г.), украинского писателя, фольклориста, этнографа , 16 февраля 1905, где Гринченко оповещает о дальнейшей работе над словарем.
Поздравительная телеграмма И. Репина по случаю 58-й годовщины со дня рождения Дмитрия Ивановича, т.е. 1913 г.:
«Горячо Приветствую маститого юбиляра. Дружески обнимаю безсмертную душу Запорожья. Илья Репин ». Эти короткие строки ярко характеризуют взаимоотношения художника и историка, которые даже жизнь заканчивают на одной ноте: смертельно больной Репин пытается закончить картину «Гопак», а Д. И. Яворницкий завещает выполнить эту живительную мелодию на своих похоронах.

#### Указ об увековечении памяти
Последний документ - это Указ об увековечении памяти.
«Указ Президиума Верховного Совета УССР Об увековечении памяти академика Д. И. Яворницкого. 
Присвоить имя академика Д. И. Яворницкого Днепропетровскому историческому музею.
Поручить Совету народных комиссаров УССР: установить на могиле академика Д. И. Яворницкого надгробный памятник, сохранить за женой умершего академика Д. И. Яворницкого республиканскую академическую пенсию в размере 600 руб. в месяц.
Председатель Президиума Верховного Совета УССР, Н. Гречуха.
Секретарь Президиума Верховного Совета УССР А. Межжерин »